# Hongkong na Letnich Igrzyskach Olimpijskich 2012
Hongkong na Letnich Igrzyskach Olimpijskich 2012, które odbyły się w Londynie reprezentowało 41 zawodników. Zdobyli oni jeden brązowy medal, zajmując 79. miejsce w klasyfikacji medalowej.
Był to piętnasty start reprezentacji Hongkongu na letnich igrzyskach olimpijskich.

## Zdobyte medale
| Medal | Zawodnik    | Dyscyplina       | Konkurencja   | Rezultat | Data       |
| ----- | ----------- | ---------------- | ------------- | -------- | ---------- |
| Brąz  | Lee Wai Sze | Kolarstwo torowe | Keirin kobiet |          | 3 sierpnia |

## Reprezentanci

### Badminton
Mężczyźni
| Zawodnik     | Konkurencja    | Faza grupowa            | Faza grupowa              | Faza grupowa      | Faza grupowa | Eliminacje              | Ćwierćfinał       | Półfinał          | Finał             | Finał   |
| Zawodnik     | Konkurencja    | Przeciwnik Punkty       | Przeciwnik Punkty         | Przeciwnik Punkty | Miejsce      | Przeciwnik Punkty       | Przeciwnik Punkty | Przeciwnik Punkty | Przeciwnik Punkty | Miejsce |
| ------------ | -------------- | ----------------------- | ------------------------- | ----------------- | ------------ | ----------------------- | ----------------- | ----------------- | ----------------- | ------- |
| Wong Wing Ki | gra pojedyncza | Ekiring W (21-10, 21-8) | Leverdez W (21-11, 21-16) | —                 | 1.           | Chen L P (17-21, 17-21) | NQ                | NQ                | NQ                | NQ      |

Kobiety
| Zawodniczka                | Konkurencja    | Faza grupowa                     | Faza grupowa                            | Faza grupowa                      | Faza grupowa | Eliminacje                   | Ćwierćfinał           | Półfinał             | Finał                | Finał   |
| Zawodniczka                | Konkurencja    | Przeciwniczka Punkty             | Przeciwniczka Punkty                    | Przeciwniczka Punkty              | Miejsce      | Przeciwniczka Punkty         | Przeciwniczka Punkty  | Przeciwniczka Punkty | Przeciwniczka Punkty | Miejsce |
| -------------------------- | -------------- | -------------------------------- | --------------------------------------- | --------------------------------- | ------------ | ---------------------------- | --------------------- | -------------------- | -------------------- | ------- |
| Yip Pui Yin                | gra pojedyncza | Kværnø W (21–8, 21–7)            | Sung JH W (21–18, 23-21)                | —                                 | 1.           | Pi H W (13-21, 21-12, 21-16) | Li X P (12-21, 20-22) | NQ                   | NQ                   | NQ      |
| Poon Lok Yan Tse Ying Suet | gra podwójna   | Tian Q / Zhao Y P (11-12, 12-21) | Juhl / Pedersen P (13-21, 21-14, 18-21) | Maeda / Suetsuna P (15-21, 19-21) | 4.           | —                            | NQ                    | NQ                   | NQ                   | NQ      |

### Gimnastyka

#### Gimnastyka sportowa
Mężczyźni
| Zawodnik      | Konkurencja     | Kwalifikacje | Kwalifikacje | Kwalifikacje | Kwalifikacje | Kwalifikacje | Kwalifikacje | Kwalifikacje | Kwalifikacje | Finał    | Finał    | Finał    | Finał    | Finał    | Finał    | Finał | Finał   |
| Zawodnik      | Konkurencja     | Przyrząd     | Przyrząd     | Przyrząd     | Przyrząd     | Przyrząd     | Przyrząd     | Razem        | Miejsce      | Przyrząd | Przyrząd | Przyrząd | Przyrząd | Przyrząd | Przyrząd | Razem | Miejsce |
| Zawodnik      | Konkurencja     | FX           | PH           | SR           | VT           | PB           | HB           | Razem        | Miejsce      | FX       | PH       | SR       | VT       | PB       | HB       | Razem | Miejsce |
| ------------- | --------------- | ------------ | ------------ | ------------ | ------------ | ------------ | ------------ | ------------ | ------------ | -------- | -------- | -------- | -------- | -------- | -------- | ----- | ------- |
| Shek Wai Hung | ćwiczenia wolne | 13.408       | —            | —            | —            | —            | —            | 13.408       | 63.          | NQ       | NQ       | NQ       | NQ       | NQ       | NQ       | NQ    | NQ      |
| Shek Wai Hung | koń z łękami    | —            | 10.833       | —            | —            | —            | —            | 10.833       | 68.          | NQ       | NQ       | NQ       | NQ       | NQ       | NQ       | NQ    | NQ      |
| Shek Wai Hung | skoki           | —            | —            | —            | 15.466       | —            | —            | 15.466       | 14.          | NQ       | NQ       | NQ       | NQ       | NQ       | NQ       | NQ    | NQ      |
| Shek Wai Hung | drążek          | —            | —            | —            | —            | —            | 13.533       | 13.533       | 55.          | NQ       | NQ       | NQ       | NQ       | NQ       | NQ       | NQ    | NQ      |

Kobiety
| Zawodnik            | Konkurencja           | Kwalifikacje | Kwalifikacje | Kwalifikacje | Kwalifikacje | Kwalifikacje | Kwalifikacje | Finał    | Finał    | Finał    | Finał    | Finał | Finał   |
| Zawodnik            | Konkurencja           | Przyrząd     | Przyrząd     | Przyrząd     | Przyrząd     | Razem        | Miejsce      | Przyrząd | Przyrząd | Przyrząd | Przyrząd | Razem | Miejsce |
| Zawodnik            | Konkurencja           | FX           | VT           | UB           | BB           | Razem        | Miejsce      | FX       | VT       | UB       | BB       | Razem | Miejsce |
| ------------------- | --------------------- | ------------ | ------------ | ------------ | ------------ | ------------ | ------------ | -------- | -------- | -------- | -------- | ----- | ------- |
| Wong Hiu Ying Angel | wielobój indywidualny | 12.800       | 13.533       | 11.866       | 11.466       | 49.765       | 52.          | NQ       | NQ       | NQ       | NQ       | NQ    | NQ      |

### Judo
Mężczyźni
| Zawodnik       | Konkurencja | 1/32             | 1/16                  | 1/8              | Ćwierćfinał      | Półfinał         | Pierwsza runda repasaży | Półfinał repasaży | Finał            | Finał   |
| Zawodnik       | Konkurencja | Przeciwnik Wynik | Przeciwnik Wynik      | Przeciwnik Wynik | Przeciwnik Wynik | Przeciwnik Wynik | Przeciwnik Wynik        | Przeciwnik Wynik  | Przeciwnik Wynik | Pozycja |
| -------------- | ----------- | ---------------- | --------------------- | ---------------- | ---------------- | ---------------- | ----------------------- | ----------------- | ---------------- | ------- |
| Cheung Chi Yip | do 73 kg    | BYE              | Delpopolo P 0000-0020 | NQ               | NQ               | NQ               | NQ                      | NQ                | NQ               | NQ      |

### Kolarstwo

#### Kolarstwo górskie
| Zawodnicy      | Konkurencja            | Czas    | Miejsce |
| -------------- | ---------------------- | ------- | ------- |
| Chan Chun Hing | cross-country mężczyzn | 1:41:59 | 38.     |

#### Kolarstwo szosowe
Mężczyźni
| Zawodniczka | Konkurencja                | Czas    | Miejsce |
| ----------- | -------------------------- | ------- | ------- |
| Wong Kam Po | wyścig ze startu wspólnego | 5:46:37 | 37.     |

Kobiety
| Zawodniczka        | Konkurencja                | Czas | Miejsce |
| ------------------ | -------------------------- | ---- | ------- |
| Wan Yiu Jamie Wong | wyścig ze startu wspólnego | OTL  | OTL     |

#### Kolarstwo torowe
Sprint
| Zawodnicy   | Konkurencja   | Kwalifikacje         | Kwalifikacje | Runda 1                   | Repasaż 1                 | Runda 2                   | Repasaż 2                 | Ćwierćfinał               | Półfinał                  | Finał                                | Finał   |
| Zawodnicy   | Konkurencja   | Czas Prędkość (km/h) | Pozycja      | Przeciwnicy Czas Prędkość | Przeciwnicy Czas Prędkość | Przeciwnicy Czas Prędkość | Przeciwnicy Czas Prędkość | Przeciwnicy Czas Prędkość | Przeciwnicy Czas Prędkość | Przeciwnicy Czas Prędkość            | Pozycja |
| ----------- | ------------- | -------------------- | ------------ | ------------------------- | ------------------------- | ------------------------- | ------------------------- | ------------------------- | ------------------------- | ------------------------------------ | ------- |
| Lee Wai Sze | sprint kobiet | 11.203 64.268        | 7.           | Sullivan W 11.300         | BYE                       | Guerra P                  | Szulika Kanis P           | NQ                        | NQ                        | O 9. miejsce Kanis Sullivan Hansen P | 10.     |

Keirin
| Zawodnicy   | Konkurencja   | Pierwsza runda | Repasaże | Druga runda | Finał   |
| Zawodnicy   | Konkurencja   | Miejsce        | Miejsce  | Miejsce     | Miejsce |
| ----------- | ------------- | -------------- | -------- | ----------- | ------- |
| Lee Wai Sze | keirin kobiet | 4 R            | 1        | 3           | brąz    |

Omnium
| Zawodniczka | Konkurencja     | Start lotny | Start lotny | Wyścig punktowy | Wyścig punktowy | Wyścig eliminacyjny | Wyścig na dochodzenie | Wyścig na dochodzenie | Scratch | Wyścig na 1000 m | Wyścig na 1000 m | Suma punktów | Miejsce |
| Zawodniczka | Konkurencja     | Czas        | Miejsce     | Punkty          | Miejsce         | Miejsce             | Przeciwnik Wynik      | Czas                  | Miejsce | Czas             | Miejsce          | Suma punktów | Miejsce |
| ----------- | --------------- | ----------- | ----------- | --------------- | --------------- | ------------------- | --------------------- | --------------------- | ------- | ---------------- | ---------------- | ------------ | ------- |
| Choi Ki Ho  | omnium mężczyzn | 13.659      | 15          | 3               | 14              | 11                  | 4:38.707              | 17                    | 17      | 1:06.071         | 15               | 89           | 16      |

### Lekkoatletyka
Mężczyźni
| Zawodnik                                         | Konkurencja        | Eliminacje | Eliminacje | Półfinał | Półfinał | Finał | Finał   |
| Zawodnik                                         | Konkurencja        | Wynik      | Miejsce    | Wynik    | Miejsce  | Wynik | Miejsce |
| ------------------------------------------------ | ------------------ | ---------- | ---------- | -------- | -------- | ----- | ------- |
| Tang Yik Chun Lai Chun Ho Ng Ka Fung Tsui Chi Ho | Sztafeta 4 x 100 m | 38.61      | 8.         | —        | —        | NQ    | NQ      |

Kobiety
| Zawodniczka  | Konkurencja   | Eliminacje | Eliminacje | Ćwierćfinał | Ćwierćfinał | Półfinał | Półfinał | Finał | Finał   |
| Zawodniczka  | Konkurencja   | Wynik      | Miejsce    | Wynik       | Miejsce     | Wynik    | Miejsce  | Wynik | Miejsce |
| ------------ | ------------- | ---------- | ---------- | ----------- | ----------- | -------- | -------- | ----- | ------- |
| Fong Yee Pui | Bieg na 100 m | 12.02      | 2.         | 11.98       | 8.          | NQ       | NQ       | NQ    | NQ      |

### Łucznictwo
Mężczyźni
| Zawodnik    | Konkurencja   | Runda rankingowa | Runda rankingowa | 1/32             | 1/16             | 1/8              | Ćwierćfinał      | Półfinał         | Finał            | Finał   |
| Zawodnik    | Konkurencja   | Punkty           | Rozstawienie     | Przeciwnik Wynik | Przeciwnik Wynik | Przeciwnik Wynik | Przeciwnik Wynik | Przeciwnik Wynik | Przeciwnik Wynik | Pozycja |
| ----------- | ------------- | ---------------- | ---------------- | ---------------- | ---------------- | ---------------- | ---------------- | ---------------- | ---------------- | ------- |
| Lee Kar Wai | indywidualnie | 637              | 60.              | Furukawa P 4-6   | NQ               | NQ               | NQ               | NQ               | NQ               | NQ      |

### Pływanie
Kobiety
| Zawodniczka               | Konkurencja               | Eliminacje | Eliminacje | Półfinał | Półfinał | Finał     | Finał   |
| Zawodniczka               | Konkurencja               | Czas       | Miejsce    | Czas     | Miejsce  | Czas      | Miejsce |
| ------------------------- | ------------------------- | ---------- | ---------- | -------- | -------- | --------- | ------- |
| Hoi Shun Stephanie Au     | 100 m grzbietowym         | 1:04.31    | 39.        | NQ       | NQ       | NQ        | NQ      |
| Hoi Shun Stephanie Au     | 200 m grzbietowym         | 2:18.47    | 36.        | NQ       | NQ       | NQ        | NQ      |
| Sze Hang Yu               | 200 m dowolnym            | 1:59.92    | 23.        | NQ       | NQ       | NQ        | NQ      |
| Wing Yung Terri Tang      | 10 km na otwartym akwenie | —          | —          | —        | —        | 2:02:33.4 | 20.     |
| Hannah Jane Arnett Wilson | 100 m dowolnym            | 55.33      | 21.        | NQ       | NQ       | NQ        | NQ      |
| Hannah Jane Arnett Wilson | 100 m motylkowym          | 59.59      | 30.        | NQ       | NQ       | NQ        | NQ      |

### Podnoszenie ciężarów
Kobiety
| Zawodniczka | Konkurencja | Rwanie | Rwanie  | Podrzut | Podrzut | Razem | Pozycja |
| Zawodniczka | Konkurencja | Wynik  | Pozycja | Wynik   | Pozycja | Razem | Pozycja |
| ----------- | ----------- | ------ | ------- | ------- | ------- | ----- | ------- |
| Yu Weili    | do 53 kg    | 90     | 6.      | 105     | 13.     | 195   | 9.      |

### Strzelectwo
Kobiety
| Zawodniczka | Konkurencja                | Kwalifikacje | Kwalifikacje | Finał  | Finał   |
| Zawodniczka | Konkurencja                | Punkty       | Miejsce      | Punkty | Miejsce |
| ----------- | -------------------------- | ------------ | ------------ | ------ | ------- |
| Ip Pui Yi   | pistolet pneumatyczny 10 m | 346          | 49.          | NQ     | NQ      |

### Szermierka
Mężczyźni
| Zawodnik            | Konkurencja          | 1/32             | 1/16             | 1/8              | Ćwierćfinały     | Półfinały        | Finał            | Finał   |
| Zawodnik            | Konkurencja          | Przeciwnik Wynik | Przeciwnik Wynik | Przeciwnik Wynik | Przeciwnik Wynik | Przeciwnik Wynik | Przeciwnik Wynik | Pozycja |
| ------------------- | -------------------- | ---------------- | ---------------- | ---------------- | ---------------- | ---------------- | ---------------- | ------- |
| Leung Ka Ming       | Szpada indywidualnie | —                | Pizzo P 14-15    | NQ               | NQ               | NQ               | NQ               | NQ      |
| Nicolas Edward Choi | Floret indywidualnie | Dărăban P 8-15   | NQ               | NQ               | NQ               | NQ               | NQ               | NQ      |
| Lam Hin Chung       | Szabla indywidualnie | Skrodzki P 10-15 | NQ               | NQ               | NQ               | NQ               | NQ               | NQ      |

Kobiety
| Zawodniczka     | Konkurencja          | 1/32                 | 1/16                | 1/8                 | Ćwierćfinały        | Półfinały           | Finał               | Finał   |
| Zawodniczka     | Konkurencja          | Przeciwniczka Wynik  | Przeciwniczka Wynik | Przeciwniczka Wynik | Przeciwniczka Wynik | Przeciwniczka Wynik | Przeciwniczka Wynik | Pozycja |
| --------------- | -------------------- | -------------------- | ------------------- | ------------------- | ------------------- | ------------------- | ------------------- | ------- |
| Yeung Chui Ling | Szpada indywidualnie | Panteliejewa P 10-15 | NQ                  | NQ                  | NQ                  | NQ                  | NQ                  | NQ      |
| Lin Po Heung    | Floret indywidualnie | Nishioka P 10-13     | NQ                  | NQ                  | NQ                  | NQ                  | NQ                  | NQ      |
| Au Sin Ying     | Szabla indywidualnie | —                    | Besbes P 13-15      | NQ                  | NQ                  | NQ                  | NQ                  | NQ      |

### Tenis stołowy
Mężczyźni
| Zawodnik                             | Konkurencja       | Eliminacje       | Runda 1          | Runda 2          | Runda 3          | Runda 4          | Ćwierćfinały     | Półfinały                | Finał            | Finał   |
| Zawodnik                             | Konkurencja       | Przeciwnik Wynik | Przeciwnik Wynik | Przeciwnik Wynik | Przeciwnik Wynik | Przeciwnik Wynik | Przeciwnik Wynik | Przeciwnik Wynik         | Przeciwnik Wynik | Pozycja |
| ------------------------------------ | ----------------- | ---------------- | ---------------- | ---------------- | ---------------- | ---------------- | ---------------- | ------------------------ | ---------------- | ------- |
| Jiang Tianyi                         | singel            | BYE              | BYE              | BYE              | Smirnow W (4–1)  | Kim HB W (4–3)   | Zhang J P (1-4)  | NQ                       | NQ               | NQ      |
| Tang Peng                            | singel            | BYE              | BYE              | Alamiyan P (3-4) | NQ               | NQ               | NQ               | NQ                       | NQ               | NQ      |
| Jiang Tianyi Leung Chu Yan Tang Peng | turniej drużynowy | —                | —                | —                | —                | Brazylia W (3-0) | Japonia W (3-2)  | Korea Południowa P (0-3) | Niemcy P (1-3)   | 4.      |

Kobiety
| Zawodniczka                        | Konkurencja       | Eliminacje          | Runda 1             | Runda 2             | Runda 3             | Runda 4             | Ćwierćfinały             | Półfinały           | Finał               | Finał   |    |
| Zawodniczka                        | Konkurencja       | Przeciwniczka Wynik | Przeciwniczka Wynik | Przeciwniczka Wynik | Przeciwniczka Wynik | Przeciwniczka Wynik | Przeciwniczka Wynik      | Przeciwniczka Wynik | Przeciwniczka Wynik | Pozycja |    |
| ---------------------------------- | ----------------- | ------------------- | ------------------- | ------------------- | ------------------- | ------------------- | ------------------------ | ------------------- | ------------------- | ------- | -- |
| Jiang Huajun                       | singel            | BYE                 | BYE                 | BYE                 | Kim J W (4–2)       | Ding N P (1-4)      | NQ                       | NQ                  | NQ                  | NQ      | NQ |
| Tie Yana                           | singel            | BYE                 | BYE                 | BYE                 | Samara P (2-4)      | NQ                  | NQ                       | NQ                  | NQ                  | NQ      | NQ |
| Jiang Huajun Lee Ho Ching Tie Yana | turniej drużynowy | —                   | —                   | —                   | —                   | Austria W (3-1)     | Korea Południowa P (0-3) | NQ                  | NQ                  | NQ      |    |

### Wioślarstwo
Mężczyźni
| Zawodnik                     | Konkurencja                  | Eliminacje | Eliminacje | Repasaże | Repasaże | Ćwierćfinał | Ćwierćfinał | Półfinał | Półfinał | Finał   | Finał   |
| Zawodnik                     | Konkurencja                  | Czas       | Miejsce    | Czas     | Miejsce  | Czas        | Miejsce     | Czas     | Miejsce  | Czas    | Miejsce |
| ---------------------------- | ---------------------------- | ---------- | ---------- | -------- | -------- | ----------- | ----------- | -------- | -------- | ------- | ------- |
| So Sau Wah                   | jedynka                      | 7:15.91    | 6. R       | 7:13.35  | 3. P E/F | BYE         | BYE         | 7:44.20  | 1. F E   | 7:29.35 | 25.     |
| Leung Chun Shek Lok Kwan Hoi | dwójka podwójna wagi lekkiej | 6:59.52    | 5. R       | 6:47.04  | 4. P C/D | BYE         | BYE         | 7:13.67  | 3. F C   | 7:00.01 | 18.     |

### Żeglarstwo
Mężczyźni
| Zawodnik           | Konkurencja | Wyścig | Wyścig | Wyścig | Wyścig | Wyścig | Wyścig | Wyścig | Wyścig | Wyścig | Wyścig | Wyścig | Punkty | Finałowa pozycja |
| Zawodnik           | Konkurencja | 1      | 2      | 3      | 4      | 5      | 6      | 7      | 8      | 9      | 10     | M*     | Punkty | Finałowa pozycja |
| ------------------ | ----------- | ------ | ------ | ------ | ------ | ------ | ------ | ------ | ------ | ------ | ------ | ------ | ------ | ---------------- |
| Ho Tsun Andy Leung | RS:X        | 11     | 18     | 28     | 12     | 15     | 10     | 13     | 9      | 16     | 21     | —      | 125    | 13.              |

Kobiety
| Zawodniczka         | Konkurencja | Wyścig | Wyścig | Wyścig | Wyścig | Wyścig | Wyścig | Wyścig | Wyścig | Wyścig | Wyścig | Wyścig | Punkty | Finałowa pozycja |
| Zawodniczka         | Konkurencja | 1      | 2      | 3      | 4      | 5      | 6      | 7      | 8      | 9      | 10     | M*     | Punkty | Finałowa pozycja |
| ------------------- | ----------- | ------ | ------ | ------ | ------ | ------ | ------ | ------ | ------ | ------ | ------ | ------ | ------ | ---------------- |
| Hei Man Hayley Chan | RS:X        | 10     | 8      | 9      | 13     | 12     | 15     | 11     | 11     | 8      | 14     | —      | 96     | 12.              |